# RTL Televizija
RTL Televizija je hrvaška komercialna televizija. Oddajati je začela 30. aprila 2004.
14. februarja 2022 je RTL Televizija podpisala pogodbo s CME za nakup RTL Hrvatska.
RTL - osrednji program, kjer se predvajajo novice, razne oddaje in nanizanke ter šport
RTL 2 - nanizanke in oddaje ter filmi
RTL Kockica - otroški program
RTL Living - o življenju
RTL Crime - kriminalne nanizanke in dokumentarci
RTL Passion - o umetnosti